# Route de France féminine 2009
La Route de France féminine 2009 est la quatrième édition de la Route de France féminine, course cycliste par étapes disputée en France. Elle est organisée par l'Organisation Routes et Cycles (ORC). La course fait partie du calendrier UCI féminin en catégorie 2.1. La course s'élance de Vendée avant de se diriger vers le centre de la France.
Diana Žiliūtė s'impose sur le prologue. Ina-Yoko Teutenberg remporte la première et la troisième étape au sprint. Entre-temps, Tiffany Cromwell gagne le contre-la-montre de la deuxième étape. L'échappée de Kimberly Anderson et Evelyn Stevens lors de la quatrième étape décide de l'issue de la course. La dernière étape est remportée par Ruth Corset. Le podium final est Kimberly Anderson, Evelyn Stevens et Eneritz Iturriaga. Mélodie Lesueur  est la meilleure jeune, la formation Selle Italie Ghezzi la meilleure équipe et Grace Verbeke la plus combative.

## Présentation

### Parcours
La course débute à Fontaines-Chaix par un prologue. Le lendemain, l'étape démarre à Fontenay-le-Comte, jusqu'à côté de Fontaines-Chaix, et se rend à Cholet. La deuxième étape est un contre-la-montre autour de cette dernière ville. Après un transfert, la troisième étape relie Saran, près d'Orléans, à Vierzon. Les deux dernières étapes sont plus vallonnées. La première va de Vierzon à Saint-Pourçain-sur-Sioule, la seconde y démarre pour se rendre à Châtelguyon.

### Partenaires
L'imprimerie IRG est partenaire du maillot jaune. GSD Gestion est le parrain du maillot blanc de la meilleure jeune.

## Les équipes retenues
Onze équipes professionnelles et deux sélections nationales prennent le départ.
| Équipes UCI             | Équipes UCI | Équipes UCI |
| Nom de l'équipe         | Pays        | Code        |
| ----------------------- | ----------- | ----------- |
| Columbia-HTC Women      |             | TCW         |
| Fenixs                  |             | FEN         |
| Gauss-RDZ-Ormu-Colnago  |             | GAU         |
| ESGL 93-GSD Gestion     |             | GSD         |
| Lotto Belisol           |             | LLT         |
| Nürnberger Versicherung |             | NUR         |

| Équipes UCI              | Équipes UCI | Équipes UCI |
| Nom de l'équipe          | Pays        | Code        |
| ------------------------ | ----------- | ----------- |
| Safi-Pasta Zara-Titanedi |             | SAF         |
| SC Michela Fanini Rox    |             | MIC         |
| Selle Italie-Ghezzi      |             | MSI         |
| USC Chirio Forno d'Asolo |             | USC         |
| Vienne Futuroscope       |             | FUT         |

| Sélections nationales              | Sélections nationales | Sélections nationales |
| Nom de l'équipe                    | Pays                  | Code                  |
| ---------------------------------- | --------------------- | --------------------- |
| Sélection nationale d'Australie    |                       |                       |
| Sélection nationale des États-Unis |                       |                       |

## Les étapes
| Étape     | Date    | Villes étapes                            | type                        | Distance (km) | Vainqueur d'étape   | Leader du classement général |
| --------- | ------- | ---------------------------------------- | --------------------------- | ------------- | ------------------- | ---------------------------- |
| Prologue  | 9 août  | Fontaines – Chaix                        | prologue                    | 4,1           | Diana Žiliūtė       | Diana Žiliūtė                |
| 1re étape | 10 août | Fontenay-le-Comte – Cholet               | étape de plaine             | 106,6         | Ina-Yoko Teutenberg | Diana Žiliūtė                |
| 2e étape  | 11 août | Cholet – Cholet                          | contre-la-montre individuel | 15            | Tiffany Cromwell    | Ina-Yoko Teutenberg          |
| 3e étape  | 12 août | Saran – Vierzon                          | étape de plaine             | 114,3         | Ina-Yoko Teutenberg | Ina-Yoko Teutenberg          |
| 4e étape  | 13 août | Vierzon – Saint-Pourçain-sur-Sioule      | étape vallonnée             | 153,7         | Evelyn Stevens      | Kimberly Anderson            |
| 5e étape  | 14 août | Saint-Pourçain-sur-Sioule – Châtel-Guyon | étape vallonnée             | 132,7         | Ruth Corset         | Kimberly Anderson            |

## Déroulement de la course

### Prologue
| \| Classement de l'étape \| Classement de l'étape \| Classement de l'étape \| Classement de l'étape \| Classement de l'étape \| \| Coureur \| Coureur \| Pays \| Équipe \| Temps \| \| --------------------- \| --------------------- \| --------------------- \| ------------------------ \| --------------------- \| \| 1re \| Diana Žiliūtė \| Lituanie \| Safi-Pasta Zara-Titanedi \| 5 min 59 s \| \| 2e \| Svetlana Boubnenkova \| Russie \| Fenixs \| + 1 s \| \| 3e \| Ina-Yoko Teutenberg \| Allemagne \| Columbia-HTC Women \| + 5 s \| \| 4e \| Tiffany Cromwell \| Australie \| Australie \| + 8 s \| \| 5e \| Alison Tetrick \| États-Unis \| États-Unis \| + 11 s \| \| 6e \| Julia Martisova \| Russie \| Gauss RDZ Ormu-Colnago \| + 14 s \| \| 7e \| Emilia Fahlin \| Suède \| Columbia-HTC Women \| + 18 s \| \| 8e \| Oxana Kozonchuk \| Russie \| Selle Italia Ghezzi \| + 19 s \| \| 9e \| Monia Baccaille \| Italie \| Gauss RDZ Ormu-Colnago \| + 20 s \| \| 10e \| Tatiana Guderzo \| Italie \| Gauss RDZ Ormu-Colnago \| + 21 s \| |                      |            |                          |            |
| |                      |            |                          |            |
| |                      |            |                          |            |
| Classement de l'étape |                      |            |                          |            |
| Coureur | Coureur              | Pays       | Équipe                   | Temps      |
| 1re | Diana Žiliūtė        | Lituanie   | Safi-Pasta Zara-Titanedi | 5 min 59 s |
| 2e | Svetlana Boubnenkova | Russie     | Fenixs                   | + 1 s      |
| 3e | Ina-Yoko Teutenberg  | Allemagne  | Columbia-HTC Women       | + 5 s      |
| 4e | Tiffany Cromwell     | Australie  | Australie                | + 8 s      |
| 5e | Alison Tetrick       | États-Unis | États-Unis               | + 11 s     |
| 6e | Julia Martisova      | Russie     | Gauss RDZ Ormu-Colnago   | + 14 s     |
| 7e | Emilia Fahlin        | Suède      | Columbia-HTC Women       | + 18 s     |
| 8e | Oxana Kozonchuk      | Russie     | Selle Italia Ghezzi      | + 19 s     |
| 9e | Monia Baccaille      | Italie     | Gauss RDZ Ormu-Colnago   | + 20 s     |
| 10e | Tatiana Guderzo      | Italie     | Gauss RDZ Ormu-Colnago   | + 21 s     |

| \| Classement général \| Classement général \| Classement général \| Classement général \| Classement général \| \| Coureur \| Coureur \| Pays \| Équipe \| Temps \| \| ------------------ \| -------------------- \| ------------------ \| ------------------------ \| ------------------ \| \| 1re \| Diana Žiliūtė \| Lituanie \| Safi-Pasta Zara-Titanedi \| 5 min 59 s \| \| 2e \| Svetlana Boubnenkova \| Russie \| Fenixs \| + 1 s \| \| 3e \| Ina-Yoko Teutenberg \| Allemagne \| Columbia-HTC Women \| + 5 s \| \| 4e \| Tiffany Cromwell \| Australie \| Australie \| + 8 s \| \| 5e \| Alison Tetrick \| États-Unis \| États-Unis \| + 11 s \| \| 6e \| Julia Martisova \| Russie \| Gauss RDZ Ormu-Colnago \| + 14 s \| \| 7e \| Emilia Fahlin \| Suède \| Columbia-HTC Women \| + 18 s \| \| 8e \| Oxana Kozonchuk \| Russie \| Selle Italia Ghezzi \| + 19 s \| \| 9e \| Monia Baccaille \| Italie \| Gauss RDZ Ormu-Colnago \| + 20 s \| \| 10e \| Tatiana Guderzo \| Italie \| Gauss RDZ Ormu-Colnago \| + 21 s \| |                      |            |                          |            |
| |                      |            |                          |            |
| |                      |            |                          |            |
| Classement général |                      |            |                          |            |
| Coureur | Coureur              | Pays       | Équipe                   | Temps      |
| 1re | Diana Žiliūtė        | Lituanie   | Safi-Pasta Zara-Titanedi | 5 min 59 s |
| 2e | Svetlana Boubnenkova | Russie     | Fenixs                   | + 1 s      |
| 3e | Ina-Yoko Teutenberg  | Allemagne  | Columbia-HTC Women       | + 5 s      |
| 4e | Tiffany Cromwell     | Australie  | Australie                | + 8 s      |
| 5e | Alison Tetrick       | États-Unis | États-Unis               | + 11 s     |
| 6e | Julia Martisova      | Russie     | Gauss RDZ Ormu-Colnago   | + 14 s     |
| 7e | Emilia Fahlin        | Suède      | Columbia-HTC Women       | + 18 s     |
| 8e | Oxana Kozonchuk      | Russie     | Selle Italia Ghezzi      | + 19 s     |
| 9e | Monia Baccaille      | Italie     | Gauss RDZ Ormu-Colnago   | + 20 s     |
| 10e | Tatiana Guderzo      | Italie     | Gauss RDZ Ormu-Colnago   | + 21 s     |

### 1reétape
| \| Classement de l'étape \| Classement de l'étape \| Classement de l'étape \| Classement de l'étape \| Classement de l'étape \| \| Coureur \| Coureur \| Pays \| Équipe \| Temps \| \| --------------------- \| ---------------------- \| --------------------- \| ------------------------ \| --------------------- \| \| 1re \| Ina-Yoko Teutenberg \| Allemagne \| Columbia-HTC Women \| 2 h 58 min 24 s \| \| 2e \| Rochelle Gilmore \| Australie \| Lotto-Belisol Ladiesteam \| + 2 s \| \| 3e \| Diana Žiliūtė \| Lituanie \| Safi-Pasta Zara-Titanedi \| + 2 s \| \| 4e \| Julia Martisova \| Russie \| Gauss RDZ Ormu-Colnago \| + 2 s \| \| 5e \| Grace Verbeke \| Belgique \| Lotto-Belisol Ladiesteam \| + 2 s \| \| 6e \| Edita Ungurytė \| Lituanie \| USC Chirio Forno d'Asolo \| + 2 s \| \| 7e \| Karine Gautard-Roussel \| France \| Vienne Futuroscope \| + 2 s \| \| 8e \| Oxana Kozonchuk \| Russie \| Selle Italia Ghezzi \| + 2 s \| \| 9e \| Carmen McNellis \| États-Unis \| États-Unis \| + 2 s \| \| 10e \| Svetlana Boubnenkova \| Russie \| Fenixs \| + 2 s \| |                        |            |                          |                 |
| |                        |            |                          |                 |
| |                        |            |                          |                 |
| Classement de l'étape |                        |            |                          |                 |
| Coureur | Coureur                | Pays       | Équipe                   | Temps           |
| 1re | Ina-Yoko Teutenberg    | Allemagne  | Columbia-HTC Women       | 2 h 58 min 24 s |
| 2e | Rochelle Gilmore       | Australie  | Lotto-Belisol Ladiesteam | + 2 s           |
| 3e | Diana Žiliūtė          | Lituanie   | Safi-Pasta Zara-Titanedi | + 2 s           |
| 4e | Julia Martisova        | Russie     | Gauss RDZ Ormu-Colnago   | + 2 s           |
| 5e | Grace Verbeke          | Belgique   | Lotto-Belisol Ladiesteam | + 2 s           |
| 6e | Edita Ungurytė         | Lituanie   | USC Chirio Forno d'Asolo | + 2 s           |
| 7e | Karine Gautard-Roussel | France     | Vienne Futuroscope       | + 2 s           |
| 8e | Oxana Kozonchuk        | Russie     | Selle Italia Ghezzi      | + 2 s           |
| 9e | Carmen McNellis        | États-Unis | États-Unis               | + 2 s           |
| 10e | Svetlana Boubnenkova   | Russie     | Fenixs                   | + 2 s           |

| \| Classement général \| Classement général \| Classement général \| Classement général \| Classement général \| \| Coureur \| Coureur \| Pays \| Équipe \| Temps \| \| ------------------ \| -------------------- \| ------------------ \| ------------------------ \| ------------------ \| \| 1re \| Diana Žiliūtė \| Lituanie \| Safi-Pasta Zara-Titanedi \| 3 h 04 min 25 s \| \| 2e \| Svetlana Boubnenkova \| Russie \| Fenixs \| + 1 s \| \| 3e \| Ina-Yoko Teutenberg \| Allemagne \| Columbia-HTC Women \| + 3 s \| \| 4e \| Tiffany Cromwell \| Australie \| Australie \| + 8 s \| \| 5e \| Julia Martisova \| Russie \| Gauss RDZ Ormu-Colnago \| + 14 s \| \| 6e \| Oxana Kozonchuk \| Russie \| Selle Italia Ghezzi \| + 19 s \| \| 7e \| Monia Baccaille \| Italie \| Gauss RDZ Ormu-Colnago \| + 20 s \| \| 8e \| Tatiana Guderzo \| Italie \| Gauss RDZ Ormu-Colnago \| + 21 s \| \| 9e \| Lizzie Armitstead \| Royaume-Uni \| Lotto-Belisol Ladiesteam \| + 21 s \| \| 10e \| Kaytee Boyd \| Nouvelle-Zélande \| Selle Italia Ghezzi \| + 22 s \| |                      |                  |                          |                 |
| |                      |                  |                          |                 |
| |                      |                  |                          |                 |
| Classement général |                      |                  |                          |                 |
| Coureur | Coureur              | Pays             | Équipe                   | Temps           |
| 1re | Diana Žiliūtė        | Lituanie         | Safi-Pasta Zara-Titanedi | 3 h 04 min 25 s |
| 2e | Svetlana Boubnenkova | Russie           | Fenixs                   | + 1 s           |
| 3e | Ina-Yoko Teutenberg  | Allemagne        | Columbia-HTC Women       | + 3 s           |
| 4e | Tiffany Cromwell     | Australie        | Australie                | + 8 s           |
| 5e | Julia Martisova      | Russie           | Gauss RDZ Ormu-Colnago   | + 14 s          |
| 6e | Oxana Kozonchuk      | Russie           | Selle Italia Ghezzi      | + 19 s          |
| 7e | Monia Baccaille      | Italie           | Gauss RDZ Ormu-Colnago   | + 20 s          |
| 8e | Tatiana Guderzo      | Italie           | Gauss RDZ Ormu-Colnago   | + 21 s          |
| 9e | Lizzie Armitstead    | Royaume-Uni      | Lotto-Belisol Ladiesteam | + 21 s          |
| 10e | Kaytee Boyd          | Nouvelle-Zélande | Selle Italia Ghezzi      | + 22 s          |

### 2eétape
| \| Classement de l'étape \| Classement de l'étape \| Classement de l'étape \| Classement de l'étape \| Classement de l'étape \| \| Coureur \| Coureur \| Pays \| Équipe \| Temps \| \| --------------------- \| --------------------- \| --------------------- \| ------------------------ \| --------------------- \| \| 1re \| Tiffany Cromwell \| Australie \| Australie \| 20 min 34 s \| \| 2e \| Ina-Yoko Teutenberg \| Allemagne \| Columbia-HTC Women \| + 0 s \| \| 3e \| Kristin McGrath \| États-Unis \| États-Unis \| + 2 s \| \| 4e \| Julia Martisova \| Russie \| Gauss RDZ Ormu-Colnago \| + 2 s \| \| 5e \| Diana Žiliūtė \| Lituanie \| Safi-Pasta Zara-Titanedi \| + 13 s \| \| 6e \| Kimberly Anderson \| États-Unis \| Columbia-HTC Women \| + 14 s \| \| 7e \| Oxana Kozonchuk \| Russie \| Selle Italia Ghezzi \| + 14 s \| \| 8e \| Tatiana Antoshina \| Russie \| Gauss RDZ Ormu-Colnago \| + 16 s \| \| 9e \| Svetlana Boubnenkova \| Russie \| Fenixs \| + 17 s \| \| 10e \| Grace Verbeke \| Belgique \| Lotto-Belisol Ladiesteam \| + 21 s \| |                      |            |                          |             |
| |                      |            |                          |             |
| |                      |            |                          |             |
| Classement de l'étape |                      |            |                          |             |
| Coureur | Coureur              | Pays       | Équipe                   | Temps       |
| 1re | Tiffany Cromwell     | Australie  | Australie                | 20 min 34 s |
| 2e | Ina-Yoko Teutenberg  | Allemagne  | Columbia-HTC Women       | + 0 s       |
| 3e | Kristin McGrath      | États-Unis | États-Unis               | + 2 s       |
| 4e | Julia Martisova      | Russie     | Gauss RDZ Ormu-Colnago   | + 2 s       |
| 5e | Diana Žiliūtė        | Lituanie   | Safi-Pasta Zara-Titanedi | + 13 s      |
| 6e | Kimberly Anderson    | États-Unis | Columbia-HTC Women       | + 14 s      |
| 7e | Oxana Kozonchuk      | Russie     | Selle Italia Ghezzi      | + 14 s      |
| 8e | Tatiana Antoshina    | Russie     | Gauss RDZ Ormu-Colnago   | + 16 s      |
| 9e | Svetlana Boubnenkova | Russie     | Fenixs                   | + 17 s      |
| 10e | Grace Verbeke        | Belgique   | Lotto-Belisol Ladiesteam | + 21 s      |

| \| Classement général \| Classement général \| Classement général \| Classement général \| Classement général \| \| Coureur \| Coureur \| Pays \| Équipe \| Temps \| \| ------------------ \| -------------------- \| ------------------ \| ------------------------ \| ------------------ \| \| 1re \| Ina-Yoko Teutenberg \| Allemagne \| Columbia-HTC Women \| 3 h 25 min 02 s \| \| 2e \| Tiffany Cromwell \| Australie \| Australie \| + 5 s \| \| 3e \| Diana Žiliūtė \| Lituanie \| Safi-Pasta Zara-Titanedi \| + 10 s \| \| 4e \| Julia Martisova \| Russie \| Gauss RDZ Ormu-Colnago \| + 13 s \| \| 5e \| Svetlana Boubnenkova \| Russie \| Fenixs \| + 15 s \| \| 6e \| Oxana Kozonchuk \| Russie \| Selle Italia Ghezzi \| + 30 s \| \| 7e \| Kristin McGrath \| États-Unis \| États-Unis \| + 37 s \| \| 8e \| Grace Verbeke \| Belgique \| Lotto-Belisol Ladiesteam \| + 41 s \| \| 9e \| Tatiana Antoshina \| Russie \| Gauss RDZ Ormu-Colnago \| + 45 s \| \| 10e \| Tatiana Guderzo \| Italie \| Gauss RDZ Ormu-Colnago \| + 46 s \| |                      |            |                          |                 |
| |                      |            |                          |                 |
| |                      |            |                          |                 |
| Classement général |                      |            |                          |                 |
| Coureur | Coureur              | Pays       | Équipe                   | Temps           |
| 1re | Ina-Yoko Teutenberg  | Allemagne  | Columbia-HTC Women       | 3 h 25 min 02 s |
| 2e | Tiffany Cromwell     | Australie  | Australie                | + 5 s           |
| 3e | Diana Žiliūtė        | Lituanie   | Safi-Pasta Zara-Titanedi | + 10 s          |
| 4e | Julia Martisova      | Russie     | Gauss RDZ Ormu-Colnago   | + 13 s          |
| 5e | Svetlana Boubnenkova | Russie     | Fenixs                   | + 15 s          |
| 6e | Oxana Kozonchuk      | Russie     | Selle Italia Ghezzi      | + 30 s          |
| 7e | Kristin McGrath      | États-Unis | États-Unis               | + 37 s          |
| 8e | Grace Verbeke        | Belgique   | Lotto-Belisol Ladiesteam | + 41 s          |
| 9e | Tatiana Antoshina    | Russie     | Gauss RDZ Ormu-Colnago   | + 45 s          |
| 10e | Tatiana Guderzo      | Italie     | Gauss RDZ Ormu-Colnago   | + 46 s          |

### 3eétape
| \| Classement de l'étape \| Classement de l'étape \| Classement de l'étape \| Classement de l'étape \| Classement de l'étape \| \| Coureur \| Coureur \| Pays \| Équipe \| Temps \| \| --------------------- \| --------------------- \| --------------------- \| ------------------------ \| --------------------- \| \| 1re \| Ina-Yoko Teutenberg \| Allemagne \| Columbia-HTC Women \| 2 h 55 min 04 s \| \| 2e \| Rochelle Gilmore \| Australie \| Lotto-Belisol Ladiesteam \| + 0 s \| \| 3e \| Diana Žiliūtė \| Lituanie \| Safi-Pasta Zara-Titanedi \| + 0 s \| \| 4e \| Monia Baccaille \| Italie \| Gauss RDZ Ormu-Colnago \| + 0 s \| \| 5e \| Grace Verbeke \| Belgique \| Lotto-Belisol Ladiesteam \| + 0 s \| \| 6e \| Julia Martisova \| Russie \| Gauss RDZ Ormu-Colnago \| + 0 s \| \| 7e \| Oxana Kozonchuk \| Russie \| Selle Italia Ghezzi \| + 0 s \| \| 8e \| Giuseppina Grassi \| Mexique \| Selle Italia Ghezzi \| + 0 s \| \| 9e \| Tiffany Cromwell \| Australie \| Australie \| + 0 s \| \| 10e \| Edita Janeliūnaitė \| Lituanie \| USC Chirio Forno d'Asolo \| + 0 s \| |                     |           |                          |                 |
| |                     |           |                          |                 |
| |                     |           |                          |                 |
| Classement de l'étape |                     |           |                          |                 |
| Coureur | Coureur             | Pays      | Équipe                   | Temps           |
| 1re | Ina-Yoko Teutenberg | Allemagne | Columbia-HTC Women       | 2 h 55 min 04 s |
| 2e | Rochelle Gilmore    | Australie | Lotto-Belisol Ladiesteam | + 0 s           |
| 3e | Diana Žiliūtė       | Lituanie  | Safi-Pasta Zara-Titanedi | + 0 s           |
| 4e | Monia Baccaille     | Italie    | Gauss RDZ Ormu-Colnago   | + 0 s           |
| 5e | Grace Verbeke       | Belgique  | Lotto-Belisol Ladiesteam | + 0 s           |
| 6e | Julia Martisova     | Russie    | Gauss RDZ Ormu-Colnago   | + 0 s           |
| 7e | Oxana Kozonchuk     | Russie    | Selle Italia Ghezzi      | + 0 s           |
| 8e | Giuseppina Grassi   | Mexique   | Selle Italia Ghezzi      | + 0 s           |
| 9e | Tiffany Cromwell    | Australie | Australie                | + 0 s           |
| 10e | Edita Janeliūnaitė  | Lituanie  | USC Chirio Forno d'Asolo | + 0 s           |

| \| Classement général \| Classement général \| Classement général \| Classement général \| Classement général \| \| Coureur \| Coureur \| Pays \| Équipe \| Temps \| \| ------------------ \| ------------------- \| ------------------ \| ------------------------ \| ------------------ \| \| 1re \| Ina-Yoko Teutenberg \| Allemagne \| Columbia-HTC Women \| 6 h 20 min 06 s \| \| 2e \| Tiffany Cromwell \| Australie \| Australie \| + 5 s \| \| 3e \| Diana Žiliūtė \| Lituanie \| Safi-Pasta Zara-Titanedi \| + 10 s \| \| 4e \| Julia Martisova \| Russie \| Gauss RDZ Ormu-Colnago \| + 13 s \| \| 5e \| Oxana Kozonchuk \| Russie \| Selle Italia Ghezzi \| + 30 s \| \| 6e \| Kristin McGrath \| États-Unis \| États-Unis \| + 37 s \| \| 7e \| Grace Verbeke \| Belgique \| Lotto-Belisol Ladiesteam \| + 41 s \| \| 8e \| Tatiana Antoshina \| Russie \| Gauss RDZ Ormu-Colnago \| + 45 s \| \| 9e \| Tatiana Guderzo \| Italie \| Gauss RDZ Ormu-Colnago \| + 46 s \| \| 10e \| Kimberly Anderson \| États-Unis \| Columbia-HTC Women \| + 51 s \| |                     |            |                          |                 |
| |                     |            |                          |                 |
| |                     |            |                          |                 |
| Classement général |                     |            |                          |                 |
| Coureur | Coureur             | Pays       | Équipe                   | Temps           |
| 1re | Ina-Yoko Teutenberg | Allemagne  | Columbia-HTC Women       | 6 h 20 min 06 s |
| 2e | Tiffany Cromwell    | Australie  | Australie                | + 5 s           |
| 3e | Diana Žiliūtė       | Lituanie   | Safi-Pasta Zara-Titanedi | + 10 s          |
| 4e | Julia Martisova     | Russie     | Gauss RDZ Ormu-Colnago   | + 13 s          |
| 5e | Oxana Kozonchuk     | Russie     | Selle Italia Ghezzi      | + 30 s          |
| 6e | Kristin McGrath     | États-Unis | États-Unis               | + 37 s          |
| 7e | Grace Verbeke       | Belgique   | Lotto-Belisol Ladiesteam | + 41 s          |
| 8e | Tatiana Antoshina   | Russie     | Gauss RDZ Ormu-Colnago   | + 45 s          |
| 9e | Tatiana Guderzo     | Italie     | Gauss RDZ Ormu-Colnago   | + 46 s          |
| 10e | Kimberly Anderson   | États-Unis | Columbia-HTC Women       | + 51 s          |

### 4eétape
| \| Classement de l'étape \| Classement de l'étape \| Classement de l'étape \| Classement de l'étape \| Classement de l'étape \| \| Coureur \| Coureur \| Pays \| Équipe \| Temps \| \| --------------------- \| --------------------- \| --------------------- \| ------------------------ \| --------------------- \| \| 1re \| Evelyn Stevens \| États-Unis \| États-Unis \| 4 h 01 min 05 s \| \| 2e \| Kimberly Anderson \| États-Unis \| Columbia-HTC Women \| + 0 s \| \| 3e \| Monia Baccaille \| Italie \| Gauss RDZ Ormu-Colnago \| + 2 min 12 s \| \| 4e \| Eneritz Iturriaga \| Espagne \| Safi-Pasta Zara-Titanedi \| + 2 min 12 s \| \| 5e \| Sigrid Corneo \| Slovénie \| Selle Italia Ghezzi \| + 2 min 12 s \| \| 6e \| Emanuela Azzini \| Italie \| Gauss RDZ Ormu-Colnago \| + 2 min 12 s \| \| 7e \| Kaytee Boyd \| Nouvelle-Zélande \| Selle Italia Ghezzi \| + 5 min 01 s \| \| 8e \| Magali Mocquery \| France \| Vienne Futuroscope \| + 6 min 15 s \| \| 9e \| Eglė Zablockytė \| Lituanie \| USC Chirio Forno d'Asolo \| + 6 min 15 s \| \| 10e \| Kirsty Broun \| Australie \| \| + 6 min 15 s \| |                   |                  |                          |                 |
| |                   |                  |                          |                 |
| |                   |                  |                          |                 |
| Classement de l'étape |                   |                  |                          |                 |
| Coureur | Coureur           | Pays             | Équipe                   | Temps           |
| 1re | Evelyn Stevens    | États-Unis       | États-Unis               | 4 h 01 min 05 s |
| 2e | Kimberly Anderson | États-Unis       | Columbia-HTC Women       | + 0 s           |
| 3e | Monia Baccaille   | Italie           | Gauss RDZ Ormu-Colnago   | + 2 min 12 s    |
| 4e | Eneritz Iturriaga | Espagne          | Safi-Pasta Zara-Titanedi | + 2 min 12 s    |
| 5e | Sigrid Corneo     | Slovénie         | Selle Italia Ghezzi      | + 2 min 12 s    |
| 6e | Emanuela Azzini   | Italie           | Gauss RDZ Ormu-Colnago   | + 2 min 12 s    |
| 7e | Kaytee Boyd       | Nouvelle-Zélande | Selle Italia Ghezzi      | + 5 min 01 s    |
| 8e | Magali Mocquery   | France           | Vienne Futuroscope       | + 6 min 15 s    |
| 9e | Eglė Zablockytė   | Lituanie         | USC Chirio Forno d'Asolo | + 6 min 15 s    |
| 10e | Kirsty Broun      | Australie        |                          | + 6 min 15 s    |

| \| Classement général \| Classement général \| Classement général \| Classement général \| Classement général \| \| Coureur \| Coureur \| Pays \| Équipe \| Temps \| \| ------------------ \| ------------------ \| ------------------ \| ------------------------ \| ------------------ \| \| 1re \| Kimberly Anderson \| États-Unis \| Columbia-HTC Women \| 10 h 22 min 02 s \| \| 2e \| Evelyn Stevens \| États-Unis \| États-Unis \| + 1 min 19 s \| \| 3e \| Eneritz Iturriaga \| Espagne \| Safi-Pasta Zara-Titanedi \| + 3 min 19 s \| \| 4e \| Monia Baccaille \| Italie \| Gauss RDZ Ormu-Colnago \| + 3 min 43 s \| \| 5e \| Emanuela Azzini \| Italie \| Gauss RDZ Ormu-Colnago \| + 4 min 39 s \| \| 6e \| Kaytee Boyd \| Nouvelle-Zélande \| Selle Italia Ghezzi \| + 5 min 54 s \| \| 7e \| Sigrid Corneo \| Slovénie \| Selle Italia Ghezzi \| + 6 min 00 s \| \| 8e \| Kirsty Broun \| Australie \| Australie \| + 8 min 37 s \| \| 9e \| Eglė Zablockytė \| Lituanie \| USC Chirio Forno d'Asolo \| + 8 min 50 s \| \| 10e \| Magali Mocquery \| France \| Vienne Futuroscope \| + 11 min 42 s \| |                   |                  |                          |                  |
| |                   |                  |                          |                  |
| |                   |                  |                          |                  |
| Classement général |                   |                  |                          |                  |
| Coureur | Coureur           | Pays             | Équipe                   | Temps            |
| 1re | Kimberly Anderson | États-Unis       | Columbia-HTC Women       | 10 h 22 min 02 s |
| 2e | Evelyn Stevens    | États-Unis       | États-Unis               | + 1 min 19 s     |
| 3e | Eneritz Iturriaga | Espagne          | Safi-Pasta Zara-Titanedi | + 3 min 19 s     |
| 4e | Monia Baccaille   | Italie           | Gauss RDZ Ormu-Colnago   | + 3 min 43 s     |
| 5e | Emanuela Azzini   | Italie           | Gauss RDZ Ormu-Colnago   | + 4 min 39 s     |
| 6e | Kaytee Boyd       | Nouvelle-Zélande | Selle Italia Ghezzi      | + 5 min 54 s     |
| 7e | Sigrid Corneo     | Slovénie         | Selle Italia Ghezzi      | + 6 min 00 s     |
| 8e | Kirsty Broun      | Australie        | Australie                | + 8 min 37 s     |
| 9e | Eglė Zablockytė   | Lituanie         | USC Chirio Forno d'Asolo | + 8 min 50 s     |
| 10e | Magali Mocquery   | France           | Vienne Futuroscope       | + 11 min 42 s    |

### 5eétape
| \| Classement de l'étape \| Classement de l'étape \| Classement de l'étape \| Classement de l'étape \| Classement de l'étape \| \| Coureur \| Coureur \| Pays \| Équipe \| Temps \| \| --------------------- \| ---------------------- \| --------------------- \| ------------------------------ \| --------------------- \| \| 1re \| Ruth Corset \| Australie \| Australie \| 3 h 57 min 37 s \| \| 2e \| Monia Baccaille \| Italie \| Gauss RDZ Ormu-Colnago \| + 2 min 21 s \| \| 3e \| Julia Martisova \| Russie \| Gauss RDZ Ormu-Colnago \| + 2 min 21 s \| \| 4e \| Svetlana Boubnenkova \| Russie \| Fenixs \| + 2 min 21 s \| \| 5e \| Flávia Oliveira \| Brésil \| SC Michela Fanini Record Rox \| + 2 min 24 s \| \| 6e \| Karine Gautard-Roussel \| France \| Vienne Futuroscope \| + 2 min 24 s \| \| 7e \| Romy Kasper \| Allemagne \| Equipe Nürnberger Versicherung \| + 2 min 24 s \| \| 8e \| Kaytee Boyd \| Nouvelle-Zélande \| Selle Italia Ghezzi \| + 2 min 24 s \| \| 9e \| Diana Žiliūtė \| Lituanie \| Safi-Pasta Zara-Titanedi \| + 2 min 27 s \| \| 10e \| Edita Pučinskaitė \| Lituanie \| Team CMAX Dila \| + 2 min 27 s \| |                        |                  |                                |                 |
| |                        |                  |                                |                 |
| |                        |                  |                                |                 |
| Classement de l'étape |                        |                  |                                |                 |
| Coureur | Coureur                | Pays             | Équipe                         | Temps           |
| 1re | Ruth Corset            | Australie        | Australie                      | 3 h 57 min 37 s |
| 2e | Monia Baccaille        | Italie           | Gauss RDZ Ormu-Colnago         | + 2 min 21 s    |
| 3e | Julia Martisova        | Russie           | Gauss RDZ Ormu-Colnago         | + 2 min 21 s    |
| 4e | Svetlana Boubnenkova   | Russie           | Fenixs                         | + 2 min 21 s    |
| 5e | Flávia Oliveira        | Brésil           | SC Michela Fanini Record Rox   | + 2 min 24 s    |
| 6e | Karine Gautard-Roussel | France           | Vienne Futuroscope             | + 2 min 24 s    |
| 7e | Romy Kasper            | Allemagne        | Equipe Nürnberger Versicherung | + 2 min 24 s    |
| 8e | Kaytee Boyd            | Nouvelle-Zélande | Selle Italia Ghezzi            | + 2 min 24 s    |
| 9e | Diana Žiliūtė          | Lituanie         | Safi-Pasta Zara-Titanedi       | + 2 min 27 s    |
| 10e | Edita Pučinskaitė      | Lituanie         | Team CMAX Dila                 | + 2 min 27 s    |

## Classements finals

### Classement général final
| \| Classement général \| Classement général \| Classement général \| Classement général \| Classement général \| \| Coureur \| Coureur \| Pays \| Équipe \| Temps \| \| ------------------ \| ------------------ \| ------------------ \| ---------------------------- \| ------------------ \| \| 1re \| Kimberly Anderson \| États-Unis \| Columbia-HTC Women \| 14 h 22 min 06 s \| \| 2e \| Evelyn Stevens \| États-Unis \| États-Unis \| + 2 min 23 s \| \| 3e \| Eneritz Iturriaga \| Espagne \| Safi-Pasta Zara-Titanedi \| + 3 min 19 s \| \| 4e \| Monia Baccaille \| Italie \| Gauss RDZ Ormu-Colnago \| + 3 min 37 s \| \| 5e \| Kaytee Boyd \| Nouvelle-Zélande \| Selle Italia Ghezzi \| + 5 min 51 s \| \| 6e \| Sigrid Corneo \| Slovénie \| Selle Italia Ghezzi \| + 6 min 04 s \| \| 7e \| Emanuela Azzini \| Italie \| Gauss RDZ Ormu-Colnago \| + 11 min 19 s \| \| 8e \| Mélodie Lesueur \| France \| ESGL 93-GSD Gestion \| + 13 min 11 s \| \| 9e \| Flávia Oliveira \| Brésil \| SC Michela Fanini Record Rox \| + 14 min 03 s \| \| 10e \| Eglė Zablockytė \| Lituanie \| USC Chirio Forno d'Asolo \| + 15 min 30 s \| |                   |                  |                              |                  |
| |                   |                  |                              |                  |
| |                   |                  |                              |                  |
| Classement général |                   |                  |                              |                  |
| Coureur | Coureur           | Pays             | Équipe                       | Temps            |
| 1re | Kimberly Anderson | États-Unis       | Columbia-HTC Women           | 14 h 22 min 06 s |
| 2e | Evelyn Stevens    | États-Unis       | États-Unis                   | + 2 min 23 s     |
| 3e | Eneritz Iturriaga | Espagne          | Safi-Pasta Zara-Titanedi     | + 3 min 19 s     |
| 4e | Monia Baccaille   | Italie           | Gauss RDZ Ormu-Colnago       | + 3 min 37 s     |
| 5e | Kaytee Boyd       | Nouvelle-Zélande | Selle Italia Ghezzi          | + 5 min 51 s     |
| 6e | Sigrid Corneo     | Slovénie         | Selle Italia Ghezzi          | + 6 min 04 s     |
| 7e | Emanuela Azzini   | Italie           | Gauss RDZ Ormu-Colnago       | + 11 min 19 s    |
| 8e | Mélodie Lesueur   | France           | ESGL 93-GSD Gestion          | + 13 min 11 s    |
| 9e | Flávia Oliveira   | Brésil           | SC Michela Fanini Record Rox | + 14 min 03 s    |
| 10e | Eglė Zablockytė   | Lituanie         | USC Chirio Forno d'Asolo     | + 15 min 30 s    |

### Classements annexes

#### Classement de la meilleure jeune
| Classement du meilleur jeune | Classement du meilleur jeune | Classement du meilleur jeune | Classement du meilleur jeune   | Classement du meilleur jeune |
| Coureur                      | Coureur                      | Pays                         | Équipe                         | Temps                        |
| ---------------------------- | ---------------------------- | ---------------------------- | ------------------------------ | ---------------------------- |
| 1re                          | Mélodie Lesueur              | France                       | ESGL 93-GSD Gestion            | 14 h 35 min 17 s             |
| 2e                           | Eglė Zablockytė              | Lituanie                     | USC Chirio Forno d'Asolo       | + 2 min 19 s                 |
| 3e                           | Tiffany Cromwell             | Australie                    | Australie                      | + 15 min 00 s                |
| 4e                           | Romy Kasper                  | Allemagne                    | Equipe Nürnberger Versicherung | + 16 min 56 s                |
| 5e                           | Elena Berlato                | Italie                       | Safi-Pasta Zara-Titanedi       | + 16 min 58 s                |
| 6e                           | Ally Stacher                 | États-Unis                   | États-Unis                     | + 17 min 22 s                |
| 7e                           | Shara Gillow                 | Australie                    | Australie                      | + 17 min 24 s                |
| 8e                           | Emilia Fahlin                | Suède                        | Columbia-HTC Women             | + 19 min 25 s                |
| 9e                           | Gloria Presti                | Italie                       | Selle Italia Ghezzi            | + 20 min 36 s                |
| 10e                          | Anna Sanchis                 | Espagne                      | Safi-Pasta Zara-Titanedi       | + 22 min 23 s                |

#### Classement de la meilleure équipe
| Classement par équipes | Classement par équipes         | Classement par équipes | Classement par équipes |
| Équipe                 | Équipe                         | Pays                   | Temps                  |
| ---------------------- | ------------------------------ | ---------------------- | ---------------------- |
| 1re                    | Selle Italia Ghezzi            | Italie                 | 43 h 44 min 00 s       |
| 2e                     | SC Michela Fanini Record Rox   | Italie                 | + 8 min 49 s           |
| 3e                     | États-Unis                     | États-Unis             | + 20 min 29 s          |
| 4e                     | Columbia-HTC Women             | Allemagne              | + 21 min 30 s          |
| 5e                     | Gauss RDZ Ormu-Colnago         | Italie                 | + 22 min 02 s          |
| 6e                     | Safi-Pasta Zara-Titanedi       | Italie                 | + 23 min 01 s          |
| 7e                     | Australie                      | Australie              | + 23 min 52 s          |
| 8e                     | ESGL 93-GSD Gestion            | France                 | + 41 min 41 s          |
| 9e                     | Fenixs                         | Italie                 | + 52 min 25 s          |
| 10e                    | Equipe Nürnberger Versicherung | Allemagne              | + 1 h 04 min 36 s      |

## Points UCI
| Position           | 1er | 2e | 3e | 4e | 5e | 6e | 7e | 8e | 9e | 10e | 11e | 12e |
| Classement général | 80  | 56 | 32 | 24 | 20 | 16 | 12 | 8  | 7  | 6   | 5   | 3   |
| Par étape          | 16  | 11 | 6  | 5  | 4  | 2  |    |    |    |     |     |     |
| Leader, par étape  | 8   |    |    |    |    |    |    |    |    |     |     |     |

## Liste des participantes
| Légende                      | Légende | Légende                                | Légende                                                                                              |
| ---------------------------- | --- | -------------------------------------- | --- |
| Num                          | Dossard de départ porté par la coureuse sur cette Route de France féminine féminin                            | Pos                                    | Position finale au classement général                                                                |
| Leader du classement général | Indique la vainqueur du classement général                                                                    | Leader du classement du meilleur jeune | Indique la vainqueur du classement de la meilleure jeune                                             |
|                              | Indique un maillot de champion national ou mondial, suivi de sa spécialité                                    | #                                      | Indique la meilleure équipe                                                                          |
| NP                           | Indique une coureuse qui n'a pas pris le départ d'une étape, suivi du numéro de l'étape où elle s'est retirée | AB                                     | Indique une coureuse qui n'a pas terminé une étape, suivi du numéro de l'étape où elle s'est retirée |
| HD                           | Indique un coureuse qui a terminé une étape hors des délais, suivi du numéro de l'étape                       | DSQ                                    | Indique un coureur qui a été disqualifié de la course, suivi du numéro de l'étape                    |
| *                            | Indique un coureuse en lice pour le classement de la meilleure jeune (coureuses nées après le )               |                                        | |

| Columbia-HTC Women TCW | Columbia-HTC Women TCW    | Columbia-HTC Women TCW |
| ---------------------- | ------------------------- | ---------------------- |
| Num                    | Coureur                   | Pos                    |
| 1                      | Luise Keller (GER)        | 32e                    |
| 2                      | Kimberly Anderson (USA)   | 1re                    |
| 3                      | Chantal Beltman (NED)     | 22e                    |
| 4                      | Emilia Fahlin (SWE)       | 35e                    |
| 5                      | Ina-Yoko Teutenberg (GER) | 45e                    |
| 6                      | Katherine Bates (AUS)     | AB-5                   |

| Lotto-Belisol Ladiesteam LLT | Lotto-Belisol Ladiesteam LLT | Lotto-Belisol Ladiesteam LLT |
| ---------------------------- | ---------------------------- | ---------------------------- |
| Num                          | Coureur                      | Pos                          |
| 11                           | Lizzie Armitstead (GBR)      | NP-3                         |
| 12                           | Catherine Delfosse (BEL)     | 34e                          |
| 13                           | Rochelle Gilmore (AUS)       | AB-5                         |
| 14                           | Emma Mackie (AUS)            | AB-3                         |
| 15                           | Kim Schoonbaert (BEL)        | AB-5                         |
| 16                           | Grace Verbeke (BEL)          | 15e                          |

| Equipe Nürnberger Versicherung NUR | Equipe Nürnberger Versicherung NUR | Equipe Nürnberger Versicherung NUR |
| ---------------------------------- | ---------------------------------- | ---------------------------------- |
| Num                                | Coureur                            | Pos                                |
| 21                                 | Suzanne de Goede (NED)             | NP-2                               |
| 22                                 | Marlen Jöhrend (GER)               | 43e                                |
| 23                                 | Romy Kasper (GER)                  | 24e                                |
| 24                                 | Madeleine Sandig (GER)             | 39e                                |
| 25                                 | Regina Schleicher (GER)            | AB-5                               |
| 26                                 | Marie Lindberg (SWE)               | AB-5                               |

| SC Michela Fanini Record Rox MIC | SC Michela Fanini Record Rox MIC | SC Michela Fanini Record Rox MIC |
| -------------------------------- | -------------------------------- | -------------------------------- |
| Num                              | Coureur                          | Pos                              |
| 31                               | Tatiana Guderzo (ITA)            | 16e                              |
| 32                               | Monia Baccaille (ITA)            | 4e                               |
| 33                               | Rosane Kirch (BRA)               | 42e                              |
| 34                               | Flávia Oliveira (BRA)            | 9e                               |
| 35                               | Samantha Galassi (ITA)           | AB-4                             |
| 36                               | Serena Mensa (ITA)               | AB-5                             |

| Fenixs FEN | Fenixs FEN                 | Fenixs FEN |
| ---------- | -------------------------- | ---------- |
| Num        | Coureur                    | Pos        |
| 41         | Svetlana Boubnenkova (RUS) | 20e        |
| 42         | Urtė Juodvalkytė (LTU)     | 47e        |
| 43         | Erika Vilūnaitė (LTU)      | AB-5       |
| 44         | Corine Hierckens (BEL)     | 26e        |
| 45         | Siobhan Dervan (IRL)       | 31e        |
| 46         | Suzie Godart (LUX)         | AB-1       |

| Safi-Pasta Zara-Titanedi SAF | Safi-Pasta Zara-Titanedi SAF | Safi-Pasta Zara-Titanedi SAF |
| ---------------------------- | ---------------------------- | ---------------------------- |
| Num                          | Coureur                      | Pos                          |
| 51                           | Alessandra Borchi (ITA)      | AB-5                         |
| 52                           | Giorgia Bronzini (ITA)       | 44e                          |
| 53                           | Elena Berlato (ITA)          | 25e                          |
| 54                           | Anna Sanchis (ESP)           | 38e                          |
| 55                           | Eneritz Iturriaga (ESP)      | 3e                           |
| 56                           | Diana Žiliūtė (LTU)          | 13e                          |

| Gauss RDZ Ormu-Colnago GAU | Gauss RDZ Ormu-Colnago GAU | Gauss RDZ Ormu-Colnago GAU |
| -------------------------- | -------------------------- | -------------------------- |
| Num                        | Coureur                    | Pos                        |
| 61                         | Edita Pučinskaitė (LTU)    | 17e                        |
| 62                         | Eleonora Suelotto (ITA)    | AB-5                       |
| 63                         | Emanuela Azzini (ITA)      | 7e                         |
| 64                         | Tatiana Antoshina (RUS)    | 19e                        |
| 65                         | Alice Donadoni (ITA)       | 48e                        |
| 66                         | Julia Martisova (RUS)      | 12e                        |

| ESGL 93-GSD Gestion ESG | ESGL 93-GSD Gestion ESG | ESGL 93-GSD Gestion ESG |
| ----------------------- | ----------------------- | ----------------------- |
| Num                     | Coureur                 | Pos                     |
| 81                      | Audrey Lemieux (CAN)    | AB-5                    |
| 82                      | Christine Majerus (LUX) | 41e                     |
| 83                      | Béatrice Thomas (FRA)   | 46e                     |
| 84                      | Eugénie Mermillod (FRA) | 30e                     |
| 85                      | Jennifer Letué (FRA)    | AB-5                    |
| 86                      | Mélodie Lesueur (FRA)   | 8e                      |

| Selle Italia Ghezzi MSI | Selle Italia Ghezzi MSI | Selle Italia Ghezzi MSI |
| ----------------------- | ----------------------- | ----------------------- |
| Num                     | Coureur                 | Pos                     |
| 91                      | Giuseppina Grassi (MEX) | 23e                     |
| 92                      | Kaytee Boyd (NZL)       | 5e                      |
| 93                      | Oxana Kozonchuk (RUS)   | AB-4                    |
| 94                      | Gloria Presti (ITA)     | 36e                     |
| 95                      | Silvia Valsecchi (ITA)  | AB-5                    |
| 96                      | Sigrid Corneo (SLO)     | 6e                      |

| Vienne Futuroscope FUT | Vienne Futuroscope FUT       | Vienne Futuroscope FUT |
| ---------------------- | ---------------------------- | ---------------------- |
| Num                    | Coureur                      | Pos                    |
| 101                    | Karine Gautard-Roussel (FRA) | 21e                    |
| 102                    | Audrey Cordon (FRA)          | AB-5                   |
| 103                    | Nathalie Jeuland (FRA)       | 37e                    |
| 104                    | Florence Girardet (FRA)      | AB-5                   |
| 105                    | Emmanuelle Merlot (FRA)      | AB-5                   |
| 106                    | Magali Mocquery (FRA)        | AB-5                   |

| USC Chirio Forno d'Asolo USC | USC Chirio Forno d'Asolo USC   | USC Chirio Forno d'Asolo USC |
| ---------------------------- | ------------------------------ | ---------------------------- |
| Num                          | Coureur                        | Pos                          |
| 111                          | Edita Ungurytė (LTU)           | AB-5                         |
| 112                          | Clemilda Fernandes (BRA)       | AB-4                         |
| 113                          | Edita Janeliūnaitė (LTU)       | AB-5                         |
| 114                          | Uênia Fernandes Da Souza (BRA) | 27e                          |
| 115                          | Eglė Zablockytė (LTU)          | 10e                          |
| 116                          | Simona Frapporti (ITA)         | AB-5                         |

| Australie AUS | Australie AUS    | Australie AUS |
| ------------- | ---------------- | ------------- |
| Num           | Coureur          | Pos           |
| 121           | Ruth Corset      | 11e           |
| 122           | Tiffany Cromwell | 14e           |
| 123           | Bridie O'Donnell | NP-2          |
| 124           | Shara Gillow     | 29e           |
| 125           | Alexis Rhodes    | AB-4          |
| 126           | Kirsty Broun     | AB-5          |

| États-Unis USA | États-Unis USA  | États-Unis USA |
| -------------- | --------------- | -------------- |
| Num            | Coureur         | Pos            |
| 131            | Ally Stacher    | 28e            |
| 132            | Evelyn Stevens  | 2e             |
| 133            | Lindsay Myers   | AB-4           |
| 134            | Alison Tetrick  | 33e            |
| 135            | Carmen McNellis | 40e            |
| 136            | Kristin McGrath | 18e            |

| Columbia-HTC Women TCW | Columbia-HTC Women TCW    | Columbia-HTC Women TCW |
| ---------------------- | ------------------------- | ---------------------- |
| Num                    | Coureur                   | Pos                    |
| 1                      | Luise Keller (GER)        | 32e                    |
| 2                      | Kimberly Anderson (USA)   | 1re                    |
| 3                      | Chantal Beltman (NED)     | 22e                    |
| 4                      | Emilia Fahlin (SWE)       | 35e                    |
| 5                      | Ina-Yoko Teutenberg (GER) | 45e                    |
| 6                      | Katherine Bates (AUS)     | AB-5                   |

| Lotto-Belisol Ladiesteam LLT | Lotto-Belisol Ladiesteam LLT | Lotto-Belisol Ladiesteam LLT |
| ---------------------------- | ---------------------------- | ---------------------------- |
| Num                          | Coureur                      | Pos                          |
| 11                           | Lizzie Armitstead (GBR)      | NP-3                         |
| 12                           | Catherine Delfosse (BEL)     | 34e                          |
| 13                           | Rochelle Gilmore (AUS)       | AB-5                         |
| 14                           | Emma Mackie (AUS)            | AB-3                         |
| 15                           | Kim Schoonbaert (BEL)        | AB-5                         |
| 16                           | Grace Verbeke (BEL)          | 15e                          |

| Equipe Nürnberger Versicherung NUR | Equipe Nürnberger Versicherung NUR | Equipe Nürnberger Versicherung NUR |
| ---------------------------------- | ---------------------------------- | ---------------------------------- |
| Num                                | Coureur                            | Pos                                |
| 21                                 | Suzanne de Goede (NED)             | NP-2                               |
| 22                                 | Marlen Jöhrend (GER)               | 43e                                |
| 23                                 | Romy Kasper (GER)                  | 24e                                |
| 24                                 | Madeleine Sandig (GER)             | 39e                                |
| 25                                 | Regina Schleicher (GER)            | AB-5                               |
| 26                                 | Marie Lindberg (SWE)               | AB-5                               |

| SC Michela Fanini Record Rox MIC | SC Michela Fanini Record Rox MIC | SC Michela Fanini Record Rox MIC |
| -------------------------------- | -------------------------------- | -------------------------------- |
| Num                              | Coureur                          | Pos                              |
| 31                               | Tatiana Guderzo (ITA)            | 16e                              |
| 32                               | Monia Baccaille (ITA)            | 4e                               |
| 33                               | Rosane Kirch (BRA)               | 42e                              |
| 34                               | Flávia Oliveira (BRA)            | 9e                               |
| 35                               | Samantha Galassi (ITA)           | AB-4                             |
| 36                               | Serena Mensa (ITA)               | AB-5                             |

| Fenixs FEN | Fenixs FEN                 | Fenixs FEN |
| ---------- | -------------------------- | ---------- |
| Num        | Coureur                    | Pos        |
| 41         | Svetlana Boubnenkova (RUS) | 20e        |
| 42         | Urtė Juodvalkytė (LTU)     | 47e        |
| 43         | Erika Vilūnaitė (LTU)      | AB-5       |
| 44         | Corine Hierckens (BEL)     | 26e        |
| 45         | Siobhan Dervan (IRL)       | 31e        |
| 46         | Suzie Godart (LUX)         | AB-1       |

| Safi-Pasta Zara-Titanedi SAF | Safi-Pasta Zara-Titanedi SAF | Safi-Pasta Zara-Titanedi SAF |
| ---------------------------- | ---------------------------- | ---------------------------- |
| Num                          | Coureur                      | Pos                          |
| 51                           | Alessandra Borchi (ITA)      | AB-5                         |
| 52                           | Giorgia Bronzini (ITA)       | 44e                          |
| 53                           | Elena Berlato (ITA)          | 25e                          |
| 54                           | Anna Sanchis (ESP)           | 38e                          |
| 55                           | Eneritz Iturriaga (ESP)      | 3e                           |
| 56                           | Diana Žiliūtė (LTU)          | 13e                          |

| Gauss RDZ Ormu-Colnago GAU | Gauss RDZ Ormu-Colnago GAU | Gauss RDZ Ormu-Colnago GAU |
| -------------------------- | -------------------------- | -------------------------- |
| Num                        | Coureur                    | Pos                        |
| 61                         | Edita Pučinskaitė (LTU)    | 17e                        |
| 62                         | Eleonora Suelotto (ITA)    | AB-5                       |
| 63                         | Emanuela Azzini (ITA)      | 7e                         |
| 64                         | Tatiana Antoshina (RUS)    | 19e                        |
| 65                         | Alice Donadoni (ITA)       | 48e                        |
| 66                         | Julia Martisova (RUS)      | 12e                        |

| ESGL 93-GSD Gestion ESG | ESGL 93-GSD Gestion ESG | ESGL 93-GSD Gestion ESG |
| ----------------------- | ----------------------- | ----------------------- |
| Num                     | Coureur                 | Pos                     |
| 81                      | Audrey Lemieux (CAN)    | AB-5                    |
| 82                      | Christine Majerus (LUX) | 41e                     |
| 83                      | Béatrice Thomas (FRA)   | 46e                     |
| 84                      | Eugénie Mermillod (FRA) | 30e                     |
| 85                      | Jennifer Letué (FRA)    | AB-5                    |
| 86                      | Mélodie Lesueur (FRA)   | 8e                      |

| Selle Italia Ghezzi MSI | Selle Italia Ghezzi MSI | Selle Italia Ghezzi MSI |
| ----------------------- | ----------------------- | ----------------------- |
| Num                     | Coureur                 | Pos                     |
| 91                      | Giuseppina Grassi (MEX) | 23e                     |
| 92                      | Kaytee Boyd (NZL)       | 5e                      |
| 93                      | Oxana Kozonchuk (RUS)   | AB-4                    |
| 94                      | Gloria Presti (ITA)     | 36e                     |
| 95                      | Silvia Valsecchi (ITA)  | AB-5                    |
| 96                      | Sigrid Corneo (SLO)     | 6e                      |

| Vienne Futuroscope FUT | Vienne Futuroscope FUT       | Vienne Futuroscope FUT |
| ---------------------- | ---------------------------- | ---------------------- |
| Num                    | Coureur                      | Pos                    |
| 101                    | Karine Gautard-Roussel (FRA) | 21e                    |
| 102                    | Audrey Cordon (FRA)          | AB-5                   |
| 103                    | Nathalie Jeuland (FRA)       | 37e                    |
| 104                    | Florence Girardet (FRA)      | AB-5                   |
| 105                    | Emmanuelle Merlot (FRA)      | AB-5                   |
| 106                    | Magali Mocquery (FRA)        | AB-5                   |

| USC Chirio Forno d'Asolo USC | USC Chirio Forno d'Asolo USC   | USC Chirio Forno d'Asolo USC |
| ---------------------------- | ------------------------------ | ---------------------------- |
| Num                          | Coureur                        | Pos                          |
| 111                          | Edita Ungurytė (LTU)           | AB-5                         |
| 112                          | Clemilda Fernandes (BRA)       | AB-4                         |
| 113                          | Edita Janeliūnaitė (LTU)       | AB-5                         |
| 114                          | Uênia Fernandes Da Souza (BRA) | 27e                          |
| 115                          | Eglė Zablockytė (LTU)          | 10e                          |
| 116                          | Simona Frapporti (ITA)         | AB-5                         |

| Australie AUS | Australie AUS    | Australie AUS |
| ------------- | ---------------- | ------------- |
| Num           | Coureur          | Pos           |
| 121           | Ruth Corset      | 11e           |
| 122           | Tiffany Cromwell | 14e           |
| 123           | Bridie O'Donnell | NP-2          |
| 124           | Shara Gillow     | 29e           |
| 125           | Alexis Rhodes    | AB-4          |
| 126           | Kirsty Broun     | AB-5          |

| États-Unis USA | États-Unis USA  | États-Unis USA |
| -------------- | --------------- | -------------- |
| Num            | Coureur         | Pos            |
| 131            | Ally Stacher    | 28e            |
| 132            | Evelyn Stevens  | 2e             |
| 133            | Lindsay Myers   | AB-4           |
| 134            | Alison Tetrick  | 33e            |
| 135            | Carmen McNellis | 40e            |
| 136            | Kristin McGrath | 18e            |

Source,.